# Roman Schramseis
Roman Schramseis (Vienna, 29 marzo 1906 – Vienna, 10 dicembre 1988) è stato un calciatore e allenatore di calcio austriaco, di ruolo difensore.

## Palmarès

### Giocatore

#### Competizioni nazionali
- Campionato austriaco: 2

Rapid Vienna: 1928-1929, 1929-1930
- Coppa d'Austria: 1

Rapid Vienna: 1926-1927

#### Competizioni internazionali
- Coppa dell'Europa Centrale: 1

SK Rapid: 1930